# Kamen Rider Decade
Kamen Rider Decade (仮面ライダーディケイド, Kamen Raidā Dikeido, Masked Rider DCD) is de negentiende van de Kamen Rider series. De serie werd in Japan uitgezonden van 25 januari 2009 t/m 30 augustus 2009.
De serie is bedoeld als een soort jubileumserie ter viering van het tienjarig bestaan van de Heisei-reeks van de Kamen Rider series, die begon met Kamen Rider Kuuga in 2000.

## Verhaal
Het verhaal draait om de voorgaande negen Kamen Riders. In Kamen Rider Decade fuseren de verschillende universums van al deze Kamen Riders samen tot een, met rampzalige gevolgen.
Een nieuwe Kamen Rider, Tsukasa Kadoya (門矢 士, Kadoya Tsukasa) alias Kamen Rider Decade, krijgt te horen dat hij zijn eigen universum kan redden door de andere Kamen Riders te verslaan. Hiertoe reist hij samen met een vrouw genaamd Natsumi en haar grootvader langs alle werelden van deze Kamen Riders. Onderweg wordt hij geconfronteerd met de mysterieuze Narutaki en de dief Daiki Kaitoh, die zelf ook een Kamen Rider blijkt te zijn.
Naarmate de serie vordert wordt echter meer en meer duidelijk dat Tsukasa met zijn missie juist alle universums in gevaar brengt, en dat zijn verleden verbonden lijkt te zijn met de mysterieuze organisatie Great Shocker; een groep bestaande uit leden van alle tegenstanders van de Kamen Riders uit de verschillende werelden. Zij maken van de situatie gebruik om alle universums te veroveren en alle Kamen Riders te vernietigen.

## Productie
Masahiro Inoue (井上 正大, Inoue Masahiro) is gecast in de hoofdrol. Ook betrokken bij de serie zijn Ryouta Murai (村井 良大, Murai Ryōta) als Yuusuke Onodera/Kamen Rider Kuuga (小野寺 ユウスケ／仮面ライダークウガ, Onodera Yūsuke/Kamen Raidā Kūga), Kanna Mori (森カンナ, Mori Kanna) als Natsumi Hikari (光 夏海, Hikari Natsumi), en stemacteur Renji Ishibashi (石橋 蓮司, Ishibashi Renji) als Eijiro Hikari (光 栄次郎, Hikari Eijirō).

## Personages
Omdat de hoofdpersonages in elke aflevering een andere dimensie bezoeken, bevat de serie een groot aantal bijpersonages. Onder andere alle primaire Kamen Riders uit de vorige series passeren de revue. De enige vaste personages in de serie zijn:
- Tsukasa Kadoya (門矢 士, Kadoya Tsukasa): alias Kamen Rider Decade. Hij is de primaire protagonist van de serie. Hij is hypocriet, zelfingenomen, en weet maar weinig over zijn verleden. Hij wordt als Kamen Rider Decade vaak gezien als een brenger van vernietiging. Hij lijkt in geen enkele van de dimensies die hij bezoekt thuis te horen, en is dan ook op zoek naar zijn echte thuiswereld. Later blijkt hij ooit lid te zijn geweest van de organisatie Great Shocker.
Als Kamen Rider Decade kan Tsukasa de krachten en wapens gebruiken van de Kamen Riders uit de voorgaande series. Hij doet dit met behulp van kaarten.
- Kamen Rider Kuuga (仮面ライダークウガ, Kamen Raidā Kūga): de protagonist uit de serie Kamen Rider Kuuga. Hij sluit zich bij de groep aan nadat Tsukasa zijn wereld bezoekt. Hij krijgt in deze serie naast al zijn gedaantes uit de originele serie ook een extra vorm genaamd Rising Ultimate Form; een meer goudkleurige versie van zijn ultimate form.
- Natsumi Hikari (光 夏海, Hikari Natsumi): een jonge vrouw die werkt in de fotostudio van haar grootvader. Bij aanvang van de serie vindt ze de riem van Kamen Rider Decade, en geeft deze aan Tsukasa. Daarna besluit ze Tsukasa te vergezellen op zijn tocht om hem een beetje in toom te houden.
- Eijiro Hikari (光 栄次郎, Hikari Eijirō): Natsumi’s grootvader, en eigenaar van een fotostudio. Zijn fotostudio blijkt de toegangspoort te zijn tot de werelden van andere Kamen Riders. Hij reist met Tsukasa en Natsumi mee. Hij houdt ervan om in elke wereld die ze bezoeken een andere maaltijd te koken.
- Narutaki (鳴滝): een mysterieuze man die altijd naar zichzelf refereert als een profeet. Hij is als enige immuun voor het samensmelten van de 10 universums. Bovendien kan hij vrij heen en weer reizen tussen de 10 universums. Hij weet als enige wat Kamen Rider Decade’s ware aard is, en dat zijn acties de verschillende universums juist in gevaar brengen.
- Daiki Kaitoh (海東 大樹, Kaitō Daiki), alias Kamen Rider Diend (仮面ライダーディエンド, Kamen Raidā Diendo), is een mysterieuze man die eveneens de Kamen Rider-universums afreist. Hij doet dit echter voor persoonlijk gewin. Hij kan andere Kamen Riders oproepen om hem bij te staan, en weet meer over Tsukasa’s verleden dan Tsukasa zelf. Soms helpt hij Tsukasa in een gevecht, maar de twee staan ook geregeld lijnrecht tegenover elkaar. Hij komt uit een wereld waarin hij ooit een speciale agent was met als missie Kamen Riders op te jagen.
- Great Shocker (大ショッカー, Daishokkā): een organisatie die bestaat uit de nog resterende leden van alle vijandige organisaties uit de verschillende Kamen Rider-universums. Het doel van de organisatie is om alle werelden te veroveren.
- Apollo Geist (アポロガイスト, Aporo Gaisuto): een van de antagonisten uit de serie Kamen Rider X. Hij reist namens Great Shocker alle universums bij af om nieuwe leden te rekruteren.

## Episodes
In het algemeen hebben de titels van de afleveringen in Kamen Rider Decade betrekking op de titels van de afleveringen van de voorgaande series. Kamen Rider Kuuga 's afleveringen waren genoemd met twee kanji en afleveringen van Kamen Rider Kiva hebben een muzikale referentie en noot in de titel.
In tegenstelling tot het normale formaat van 50 afleveringen, zal Kamen Rider Decade slechts rond de 30 afleveringen hebben.
1. Rider War (ライダー大戦, Raidā Taisen)
2. Kuuga's World (クウガの世界, Kūga no Sekai)
3. Transcendence (超絶, Chōzetsu)
4. Second Movement ♬ Kiva's Prince (第二楽章♬キバの王子, Dai Ni Gakushō ♬ Kiba no Ōji)
5. The Biting King's Qualifications (かみつき王の資格, Kamitsuki Ō no Shikaku)
6. Battle Judgement: Ryuki World (バトル裁判・龍騎ワールド, Batoru Saiban: Ryūki Wārudo)
7. Super Trick of the Real Criminal (超トリックの真犯人, Chō Torikku no Shinhannin)
8. Welcome to the Blade Restaurant (ブレイド食堂いらっしゃいませ, Bureido Shokudō Irasshaimase)
9. Blade Blade (ブレイドブレード, Bureido Burēdo)
10. Faiz High School's Phantom Thief (ファイズ学園の怪盗, Faizu Gakuen no Kaitō)
11. 555 Faces, 1 Treasure (555つの顔、１つの宝, Faizutsu no Kao, Hitotsu no Takara)
12. Reunion: Project Agito (再会　プロジェクト・アギト, Saikai: Purojekuto Agito)
13. Awakening: Tornado of Souls (覚醒　魂のトルネード, Kakusei: Tamashii no Torunēdo)
14. Cho Den-O Beginning (超·電王ビギニング, Chō Den'ō Biginingu)
15. Here Comes Cho Momotaros! (超モモタロス、参上!, Chō Momotarosu, Sanjō!)
16. Warning: Kabuto Running Amok (警告:カブト暴走中, Keikoku: Kabuto Bōsōchū)
17. The Grandma Way of Taste (おばあちゃん味の道, Obaachan Aji no Michi)
18. Idle Hibiki (サボる響鬼, Saboru Hibiki)
19. Journey's End (終わる旅, Owaru Tabi)
20. The Nega-World's Dark Riders (ネガ世界の闇ライダー, Nega Sekai no Yami Raidā)
21. The Walking All-Rider Album (歩く完全ライダー図鑑, Aruku Kanzen Raidā Zukan)
22. Wanted: Diend (ディエンド指名手配, Diendo Shimeitehai)
23. End of Diend (エンド・オブ・ディエンド, Endo Obu Diendo)
24. Arrival of the Samurai Fighting Force (見参侍戦隊, Kenzan Samurai Sentai)
25. Heretic Rider, on Call! (外道ライダー、参る！, Gedō Raidā, Mairu!)
26. RX! Great Shocker Attack (RX！大ショッカー来襲, Āru Ekkusu! Daishokkā Raishū)
27. BLACK × BLACK RX
28. Amazon, Friend (アマゾン、トモダチ, Amazon, Tomodachi)
29. The Strong, Naked, Strong Guy (強くてハダカで強い奴, Tsuyokute Hadaka de Tsuyoi Yatsu)
30. Rider War: Prologue (ライダー大戦・序章, Raidā Taisen: Joshō)
31. Destroyer of Worlds (世界の破壊者, Sekai no Hakaisha)

### Crossover
De afleveringen 24 en 25 vormen een crossover met de serie Samurai Sentai Shinkenger. De eerste Kamen Rider/Super Sentai crossover ooit.

### Films
De serie bevat de volgende spin-off films:
- Cho Kamen Rider Den-O & Decade NEO Generations The Movie: The Onigashima Battleship (劇場版 超·仮面ライダー電王&ディケイド NEO ジェネレーションズ 鬼ヶ島の戦艦, Gekijōban Chō-Kamen Raidā Den'ō ando Dikeido Neo Jenerēshonzu Onigashima no Senkan): deze film verscheen op 1 mei 2009, en speelt zich af tussen afleveringen 15 en 16. Centraal staan de wereld en personages van de serie Kamen Rider Den-O.
- Kamen Rider Decade The Movie: All Riders vs. Great Shocker (劇場版 仮面ライダーディケイド オールライダー対大ショッカー, Gekijōban Kamen Raidā Dikeido: Ōru Raidā tai Daishokkā): deze film verscheen op 8 augustus 2009. In de film spannen alle Kamen Riders uit zowel de Showa series als Heisei series (in totaal 25 personages) samen tegen Great Shocker. Tevens is de Kamen Rider uit de volgende serie, Kamen Rider Double, in de film even te zien.
- Kamen Rider Decade: The Last Story (仮面ライダーディケイド～完結編～, Kamen Raidā Dikeido ~Kanketsuhen~): een film bedoelt ter afsluiter van de televisieserie, die zelf eindigde met een cliffhanger. De film werd vertoond op 12 december 2009 als een van drie segmenten van de film Kamen Rider × Kamen Rider Double & Decade: Movie War 2010 (仮面ライダー×仮面ライダー Ｗ（ダブル）＆ディケイド MOVIE大戦2010, Kamen Raidā × Kamen Raidā: Daburu ando Dikeido Mūbī Taisen 2010)[4]
- Kamen Rider × Super Sentai: Super Hero Taisen (仮面ライダー×スーパー戦隊　スーパーヒーロー大戦, Kamen Raidā × Sūpā Sentai: Sūpā Hīrō Taisen): een cross-over tussen de Kamen Rider-series en de Super Sentai-series, waarvan Kamen Rider Decade een van de primaire personages is.

## Cast
- Tsukasa Kadoya (門矢 士, Kadoya Tsukasa): Masahiro Inoue (井上 正大, Inoue Masahiro)
- Yuusuke Onodera (小野寺 ユウスケ, Onodera Yūsuke): Ryouta Murai (村井 良大, Murai Ryōta)
- Natsumi Hikari (光 夏海, Hikari Natsumi): Kanna Mori (森 カンナ, Mori Kanna)
- Daiki Kaito (海東 大樹, Kaitō Daiki): Kimito Totani (戸谷 公人, Totani Kimito)
- Eijiro Hikari (光 栄次郎, Hikari Eijirō): Renji Ishibashi (石橋 蓮司, Ishibashi Renji)
- Narutaki (鳴滝): Tatsuhito Okuda (奥田 達士, Okuda Tatsuhito)
- Kivala (キバーラ, Kibaara): Miyuki Sawashiro (沢城みゆき, Sawashiro Miyuki)

### Gastacteurs
- Wataru Kurenai (紅 渡, Kurenai Wataru, 1): Koji Seto (瀬戸 康史, Seto Kōji)
- Sou Yaguruma (矢車 想, Yaguruma Sō, 2-3): Hidenori Tokuyama (徳山 秀典, Tokuyama Hidenori)
- Shun Kageyama (影山 瞬, Kageyama Shun, 2-3): Masato Uchiyama (内山 眞人, Uchiyama Masato)
- Wataru (ワタル, Wataru, 4-5): Arashi Fukasawa (深澤 嵐, Fukasawa Arashi)
- Kivat-bat the 3rd (キバットバットⅢ世, Kibattobatto Sansei, 4-5): Tomokazu Sugita (杉田 智和, Sugita Tomokazu)
- Ryo Itoya (糸矢 僚, Itoya Ryō, 4): Sohto (創斗, Sōto)
- Masato Kusaka (草加 雅人, Kusaka Masato, 4-5): Kohei Murakami (村上 幸平, Murakami Kōhei)
- Shinji Tatsumi (辰巳 シンジ, Tatsumi Shinji, 6-7): Momosuke Mizutani (水谷 百輔, Mizutani Momosuke)
- Kazuma Kendate (剣立 カズマ, Kendate Kazuma, 8-9): Hiroki Suzuki (鈴木 拡樹, Suzuki Hiroki)
- Takumi Ogami (尾上 タクミ, Ogami Takumi, 10-11): Syunsuke Seino (制野 峻右, Seino Shunsuke)
- Shouichi Ashikawa (芦河 ショウイチ, Ashikawa Shōichi, 12-13): Satoshi Yamanaka (山中 聡, Yamanaka Satoshi)

### Pak-acteurs
- Kamen Rider Decade: Seiji Takaiwa (高岩 成二, Takaiwa Seiji)
- Kamen Rider Diend, Kamen Rider Kiva, Kamen Rider Abyss, Kamen Rider Blade: Eitoku (永徳)
- Kamen Rider Kuuga, Paradoxa Undead: Norihito Itō (伊藤 教人, Itō Norihito)
- Kamen Rider Kick Hopper, Kamen Rider Kaixa, Kamen Rider Ryuki, Kamen Rider Chalice, Kamen Rider Faiz, Wolf Orphnoch, Beetle Fangire, Undead, Orphnoch, Grongi: Jun Watanabe (渡辺 淳, Watanabe Jun)
- Kamen Rider Knight, Kamen Rider Todoroki, N-Gamio-Zeda: Makoto Itō (伊藤 慎, Itō Makoto)
- Kamen Rider Garren, Kamen Rider Zolda, Kamen Rider Gills, Auto Vajin, Tiger Orphnoch: Yoshifumi Oshikawa (押川 善文, Oshikawa Yoshifumi)
- Kamen Rider Leangle, Kamen Rider Odin, Kamen Rider Ryuga, Grongi, Undead: Jiro Okamoto (岡元 次郎, Okamoto Jirō)
- Kamen Rider Punch Hopper, Kamen Rider Tiger, Grongi: Naoki Nagase (永瀬 尚希, Nagase Naoki)